# Campi d'Annibale
I Campi di Annibale sono una località interna al territorio del comune di Rocca di Papa.

## Etimologia del nome
Il nome della località è attribuibile al fatto che il generale cartaginese Annibale, quando procedette con la sua avanzata verso Roma, si fermò in questa zona, accampandosi. Altre fonti identificano questo nome con Annibale Annibaldi, dei signori della Molara.

## Geografia
La geografia della località è riassumibile in due punti:
- La vasta pianura, che anticamente era il cratere principale del Vulcano Laziale.
- Le due montagne contigue, ovvero Monte Cavo e il Maschio delle Faete.